# رالف والدو إمرسون
رالف والدو إمرسون (بالإنجليزية: Ralph Waldo Emerson) (25 مايو 1803 – 27 أبريل 1882) اشتهر باسمه الأوسط: والدو، كاتبُ مقالاتٍ، وخطيبٌ، ومحاضرٌ، وفيلسوفٌ وشاعرٌ أمريكيٌّ، حاز على مكانة مُتميّزة في تاريخ الأدب والفكر الأمريكي، كان له باع طويلة، ودور خطير في تطوير الثقافة الأمريكية في القرن التاسع عشر. قاد الحركة المتعالية في منتصف القرن التاسع عشر، وكان يُنظر إليه على أنه بطل للفردانية، نشر أفكاره من خلال عشرات المقالات وأكثر من 1500 محاضرة عامة في جميع أنحاء الولايات المتحدة.
ابتعد إمرسون عن المقالات الدينية والاجتماعية لمعاصريه وصاغ فلسفته المتعالية في مقاله «الطبيعة» في عام 1836 بعدها ألقى خطاب العالم الأمريكي عام 1937 الذي اعتبره أوليفر وندل هولمز «إعلان الاستقلال الفكري لأمريكا».
قدّم إمرسون غالبية أعماله كمحاضرات قبل أن يراجعها للطباعة وينشرها على مرتين بعنوان «المقالات: السلسة الأولى عام 1841»، و«المقالات: السلسلة الثانية عام 1844» حيث مثلت المجموعتان جوهر تفكير إمرسون، وهي تشمل مقالات مشهورة مثل (الاعتماد على الذات،  الدوائر، الخبرة، الشاعر، الروحانية المفرطة إضافة لمقال الطبيعة)،  هذه المقالات جعلت من الفترة بين منتصف ثلاثينيات القرن التاسع عشر إلى منتصف الأربعينيات الفترة الأكثر خصوبة في حياة إمرسون، وقد كتب إمرسون عن الكثير من الموضوعات ولم يتبنى أبدًا مبادئ فلسفية ثابتة ولكنه طوّر أفكاراً معينة مثل الفردية والحرية وقدرة الجنس البشري على إدراك أي شيء تقريبًا والعلاقة بين الروح والعالم المحيط، كانت «طبيعة» إمرسون فلسفية أكثر من كونها طبيعية: «بالنظر إلى الفلسفة، يتكون الكون من الطبيعة والروح». إمرسون هو واحد من عدة شخصيات «اتبعت نهجاً أعطى أهمية للوجود أو دافع عن الذات من خلال رفض وجهات نظر الله على أنها منفصلة عن العالم».
لا يزال إمرسون من ركائز الحركة الرومانسية الأمريكية. وقد أثرت أعماله بشكل كبير على المفكرين والكتاب والشعراء الذين تبعوه، كتب إمرسون: «في كل محاضراتي علّمتُ عقيدة واحدة وهي اللانهائية للرجل الخاص.»
يُعرف إمرسون أيضًا بأنه معلم وصديق للمفكر المتعالي هنري ديفيد ثورو.

## الطفولة والعائلة والتعليم
ولد إمرسون في بوسطن في ماساتشوستس في 25 مايو 1803 في بوسطن عاصمة ولاية ماساتشوستس. تحدّر من عائلة تسلّمت الوزارة في الدّولة أبًا عن جدّ، فوالدته هي السيدة روث هاسكنز ووالده هو وليم إمرسون، وكان جدّ والده جوزيف إمرسون وزيرًا، وكان جدّه ويليام إيمرسون الأب وزيرًا أيضًا، كان اسمه الأول رالف مأخوذاً من اسم خاله، واسمه الأوسط والدو من اسم جدته، وقد كان الابن الثاني لعائلة تتكوّن من ثمانية أطفال بقي منهم على قيد الحياة اثنان، كان إمرسون أحدهما.
توفي والد إمرسون بسبب سرطان المعدة في 12 مايو 1811، قبل أقل من أسبوعين من عيد ميلاد إمرسون الثامن مما جعله يتربى عند والدته التي كانت من المثقفات المتدينات مثلها مثل باقي نساء العائلة ومن ضمنهم عمته ماري التي كان لها تأثير عميق على إمرسون وبقيت تُراسله مدةً طويلة، عاشت العمة ماري مع العائلة على فترات متقطعة وبقيت تراسل إمرسون باستمرار حتى موتها في 1863.
بدأ إمرسون الدراسة الابتدائية في المدرسة اللاتينية في بوسطن في 1812 حين كان في التاسعة وفي أكتوبر 1817 عندما كان في الرابعة عشرة ذهب إلى كلية هارفارد،  في سنته الأولى بدأ إمرسون يقرأ قائمة كبيرة من الكتب وبدأ يكتب ملخصات لها ونشرها على شكل سلسلة مقالات اسمها «العالِم الكبير».
أخذ إمرسون الطالب يعمل ليحصل المال ويغطي نفقات الدراسة فعمل نادلا في مطعم ومدرسا خصوصيا وعمل مع عمه في ماساتشوستس،  في سنة تخرجه قرر أن يتخلى عن اسمه الأول رالف واختار اسمه الأوسط والدو وقد كان إمرسون شاعرا وكان يسمى في مدرسته بشاعر المدرسة حيث كان يلقي القصائد بشكل مستمر في احتفالات الكلية، كان تخرجه الرسمي من الكلية في 29 أغسطس 1821 عندما كان في الثامنة عشرة من عمره أمّا على الصعيد التعليمي فإمرسون لم يكن طالبا متفوقا ولم يكن يشعر بالمتعة في المواد التي يدرسها؛ أمّا ترتيبه فكان الوسط في فصله المكون من 59 طالبا.
وفي عام 1826 تقريبا خلال رحلة شتوية إلى فلوريدا التقى إمرسون مع الأمير الفرنسي أخيل ماورت، ابن أخت نابليون بونابرت الذي كان يكبره بعامين وأصبح الاثنان صديقين مقربين جداً. وكان الاثنان يتبادلان الآراء بالقضايا الشائكة مثل الدين والمجتمع والفلسفة والحكومة.

## البدايات

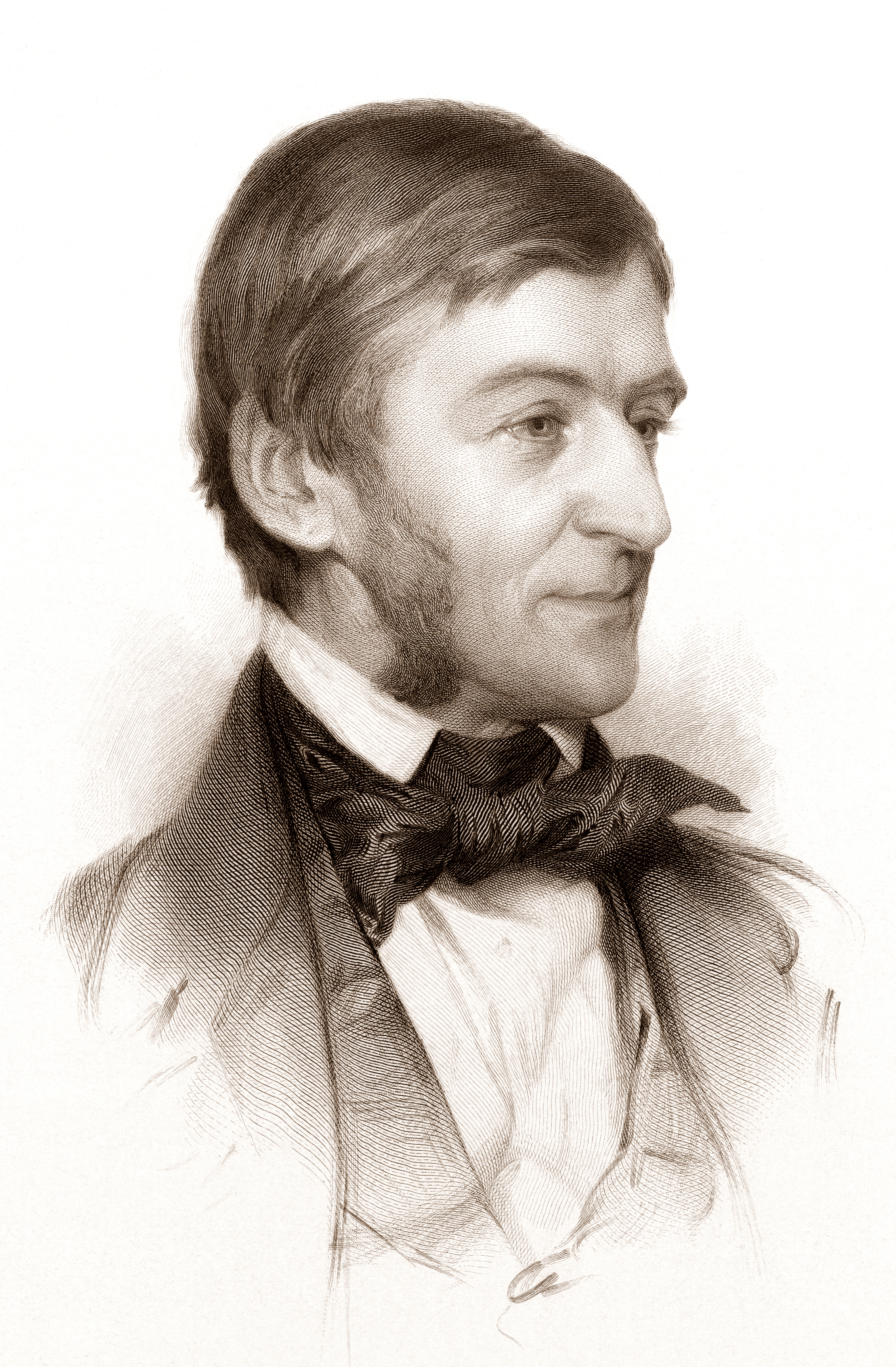
رسم لإمرسون 1878

بعد تخرجه من هارفارد ساعد إمرسون أخاه ويليم في تدريس الشابات الصغيرات في مدرسة أُقيمت في منزل والدتهم، بعد ذهاب أخيه ويليم لدراسة القانون في غوتنغن، وفي منتصف 1825 أغلق إمرسون المدرسة لكنه بقي يدرس في كامبريدج حتى أوائل عام 1825، قُبل إمرسون في مدرسة اللاهوت في هارفارد أواخر عام 1824 وقُلِّد منصب في الجمعية الأمريكية فاي بيتا كابا.
شقيق إمرسون الأصغر إدوارد والذي كان يصغره بسنتين عمل كمحامي في مكتب دانيال ويبستر بعد تخرجه من هارفارد لكن صحته بدأت في التدهور ليعاني بعدها من انهيار عقلي ونُقِل إلى المشفى في 1828 وعلى الرغم من تحسن صحته إلّا أنّه توفي عام 1834 حيث يُعتقد أن سبب وفاته كانت مرض السل الذي أدى لوفاة أخاً آخر من إخوة إمرسون وهو تشارلز عام 1836.
في 11 يناير 1828 قامت الكنيسة الثانية في بوسطن بدعوة إمرسون ليكون راعيها الأصغر حيث كان راتبه السنوي في بداية عمله 1200 دولار أمريكي (ما يعادل 28 ألف دولار في عام 2019)، وسرعان ما زاد راتبه ليبلغ 1400 دولار في شهر يوليو إضافة لدوره في الكنيسة فقد كان قسيسًا للهيئة التشريعية في ماساتشوستس وعضوًا في مدرسة بوسطن مما كان يجعله دائم الانشغال ورغم طبيعة عمله إلاّ أنّه كان يشك في معتقداته في تلك الفترة بسبب موت زوجته.
بعد وفاة زوجته إلين لويزا تاكر في عام 1831 بدأ إمرسون بالشعور بأنّ الاختلاف قد بدأ ينشأ بينه أفكاره والكنيسة وقد كتب في مايو 1832: «أُفكر أحياناً، لكي تكون خادماً جيداً لا بدّ أن تترك الخدمة فالعصر متغير ونحن نعبد في صور أجدادنا، أصبحت المهنة قديمة» وقد أدت خلافاته مع مسؤولي الكنيسة إلى استقالته منها في نفس العام، كتب إمرسون: «هذا الأسلوب في إحياء ذكرى المسيح ليس مناسبًا لي، وهذا سبب كافٍ لأتخلى عنها» وقد كتب أحد الباحثين في فكر إمرسون: «يجب خلع الملابس السوداء عن راعي الكنيسة، يجب أن نكون أحرار في اختيار ثوب المحاضر أو المعلم فلباس المُفكر غير محصور في حدود مؤسسة أو تقليد».

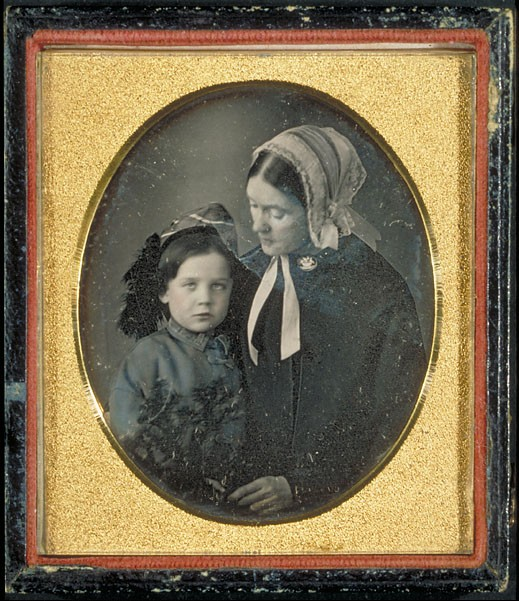
صورة فوتغرافية لليان جاكس إمرسون وابنها ادوارد والدو إمرسون حوالي عام 1580

قام إمرسون بجولة أوروبا في عام 1833 ولاحقاً كتب «في السمات الإنكليزية» عام 1856، حيث أبحر إلى مالطا في يوم رأس السنة عام 1932 وخلال رحلته قضى عدّة شهور في إيطاليا حيث زار روما وفلورنسا والبندقية إضافة إلى مدن أُخرى، عندما كان في روما التقى جون ستيوارت مل الذي أعطاه خطاب توصية لأجل مقابلة توماس كارليل ومن ثم ذهب إلى سويسرا قبل أن يتوجه إلى فيرني ليلاقي الفيلسوف الفرنسي فولتير بعدها ذهب إلى باريس وزار حديقة «جوردن دي بلانتس» لتشكل تلك الزيارة حدثاً مفصلياً في حياة إمرسون حيث تأثر بطريقة أنطوان لوران دي جوسيو في تنظيم النباتات وطرق التواصل بين هذه الكائنات، يقول روبرت دي ريتشاردسون: «كانت لحظة نظر إمرسون إلى النباتات في حديقة جوردي دي بلانتس لحظة ذات بصيرة عالية حيث شكلت أساساً لتحول إمرسون من اللاهوت نحو العلم».
في إنجلترا التقى إمرسون مع ويليام وردزورث وصمويل تايلور كوليردج وتوماس كارليل وقد كان لكارليل على وجه الخصوص تأثيرًا قويًا عليه وعمل لاحقاً وكيلًا غير رسمي لكارليل في الولايات المتحدة وحاول إقناعه بإلقاء محاضرة في الولايات المتحدة وبقيت المراسلات بينهم حتى وفاة كارليل عام 1881.
في أكتوبر عام 1833 عاد إمرسون إلى الولايات المتحدة وعاش مع والدته في نيوتن، ماساتشوستس وفي 1834 غادر إلى كونكورد، ماساتشوستس ليعيش مع جده الدكتور عذرا ريبلي. في ذلك الوقت تأثر إمرسون بحركة الليسبوم الناشئة والتي قدمت محاضرات في الكثير من الموضوعات مما جعل إمرسون يفكر بالعمل كمحاضر وقد ألقى في عام 1833 في بوسطن أول محاضرة تحت عنوان «استخدامات التاريخ الطبيعي» حيث شكلت الأساس لـِ 1500 محاضرة سيلقيها فيما بعد وقد كانت المحاضرة وصفاً موسعاً لتجربته في باريس وقد وضع فيها بعضاً من معتقداته وأفكاره المهمة التي سيطورها لاحقاً في أول مقال سينشره بعنوان الطبيعة:
في عام 1835 كتب إمرسون رسالة إلى لديان جاكسون يقترح فيها الزواج وقد أرسلت القبول له بالبريد في نفس العام ليتشري بعدها منزلاً في كامبريدج وكونكورد (ماساتشوستس) أسماه (بالإنجليزية: Bush)، وهذا المنزل مفتوح للزوار الآن وقد سُمي باسم «بيت رالف والدو إمرسون». وقد كان إمرسون من الأشخاص المهمين في المدينة وألقى محاضرة في الذكرى المئوية لمدينة كونكورد (ماساتشوستس) في 12 سبتمبر 1835 وتزوج بعدها بيومين من جاكسون في مسقط رأسها في بليموث في ولاية ماساتشوستس وانتقل مع والدته إلى منزله الجديد في كونكورد في 15 سبتمبر 1835.
سرعان ما غيّر إمرسون اسم زوجته إلى ليديان حيث كان يناديها كويني وأحيانًا آسيا بينما كانت هي تناديه بالسيد إمرسون وقد أنجبا أربع أطفال هم والدو وإلين وإديث وإدوارد، واقترحت جاكسون تسمية ابنتهم على اسم زوجته الأولى إلين.
كان إمرسون فقيرًا عندما كان في جامعة هارفارد لكنه تمكن لاحقاً من تحسين وضع أسرته فقد ورث مبلغاً من المال بعد وفاة زوجته الأولى على الرغم من أنه اضطر إلى رفع دعوى قضائية ضد عائلتها في عام 1836 للحصول على حقه حيث حصل على 11600 دولار في مايو 1834 (ما يعادل 297000 دولارًا في عام 2019) وحصل على نفس المبلغ تقريبا بعد الدعوة القضائية عام 1837 كما أنه تحصل في عام 1834 على دخل قدره 1200 دولار سنويًا من الدفعة الأولى لتركة زوجته وهو ما يعادل ما كسبه كقس.

## المسيرة الأدبية والفلسفة المتعالية

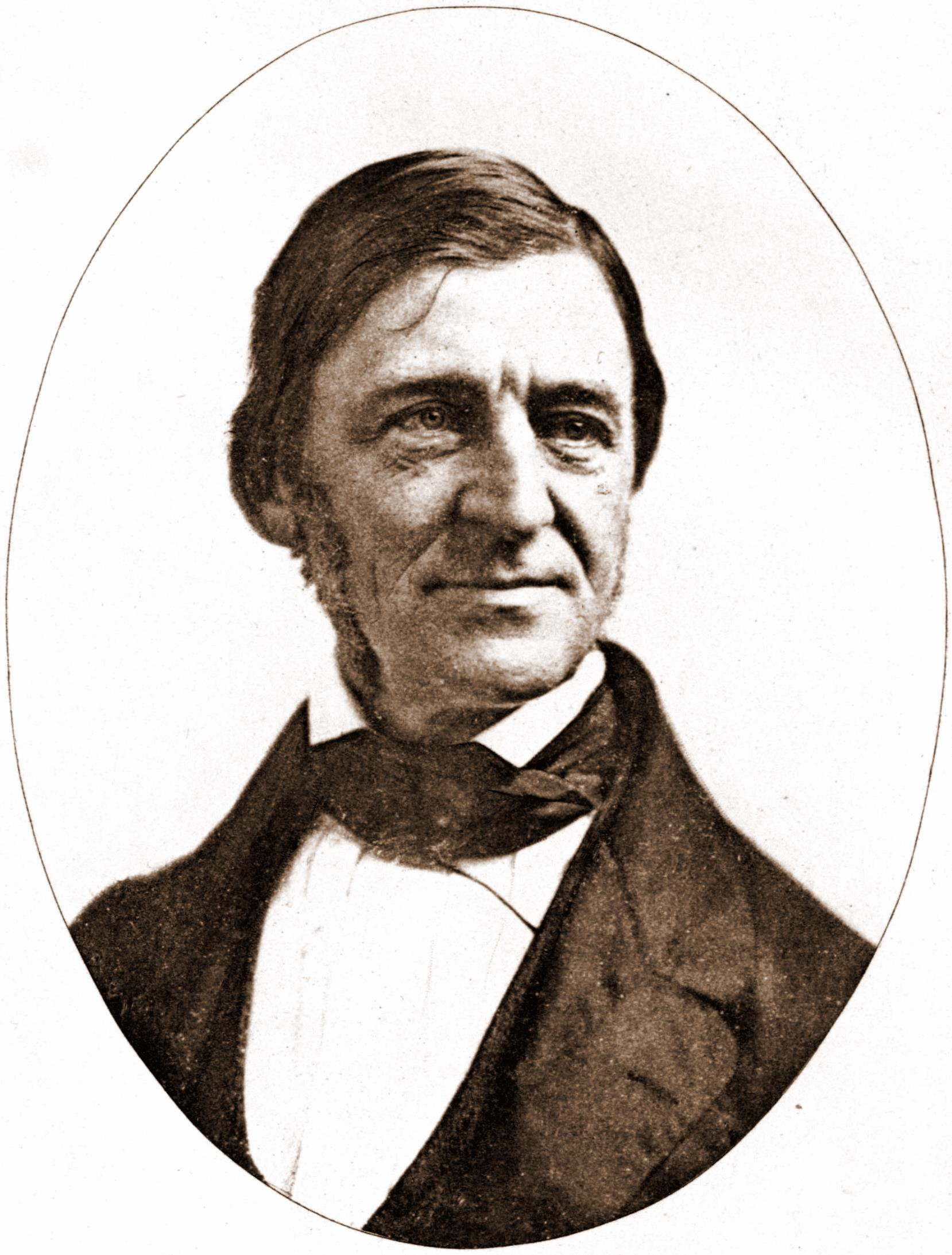
إمرسون عام 1859

في 8 سبتمبر 1836، قبل يوم واحد من نشر مقال الطبيعة التقى إمرسون مع فريدريك هنري هيدج، وجورج بوتنام، وجورج ريبلي للتخطيط لعقد اجتماعات دورية للمثقفين الآخرين ذوي التفكير المماثل حيث كانت هذه بداية نشوء النادي المتعالي الذي كان بمثابة مركز للحركة وعقد أول اجتماع رسمي له في 19 سبتمبر 1836 وفي 1 سبتمبر 1837 حضرت النساء لأول مرّة في النادي المتعالي.
دعا إمرسون مارجريت فولر وإليزابيث هور وسارة ريبلي لتناول العشاء في منزله قبل الاجتماع لضمان حضورهم لتثبت فولر لاحقًا أنها شخصية مهمة في الفلسفة المتعالية.
نشر إمرسون مقاله الأول «الطبيعة» دون ذكر اسمه في 9 سبتمبر 1836 وبعدها بعام أي في 1837 وتحديد في يوم 31 أغسطس ألقى خطابه الشهير الآن بعنوان «الباحث الأمريكي» في فاي بيتا كابا الذي كان بعنوان «خطاب ملقى أمام جمعية فاي بيتا كابا في كامبريدج» وأُعيدت تسميته عند نشر مجموعة من المقالات التي تضمنت النشر الأول لمقال الطبيعة عام 1849 حيث شجعه أصدقاؤه على نشر الخطاب فنشره على نفقته الخاصة في طبعة أُصدر منها 500 نسخة بيعت في غضون شهر.
في الخطاب، أعلن إمرسون الاستقلال الأدبي والفلسفي في الولايات المتحدة وحثّ الأمريكيين على ابتكار أسلوب في الكتابة متفرّد بهم ومتحرّر من أوروبا وقد وصفه جيمس راسل لويل الذي كان طالبًا في جامعة هارفارد في ذلك الوقت بأنه «حدث لا مثيل له في حياتنا الأدبية» بينما وصفه عضو آخر من الجمهور هو القس جون بيرس بأنه «خطاب غير متماسك ومبهم على نحو ظاهر»
في عام 1837 نشأت صداقة بين إمرسون وهنري ديفيد ثورو على الرغم من الاعتقاد بأنهما التقيا على الأرجح في وقت مبكر من عام 1835، في خريف عام 1837 سأل إمرسون ثورو: هل لديك دفتر يوميات؟ حيث اعتبر إمرسون اليوميات أمراً هما فقد نُشرت يوميات إمرسون في 16 مجلدًا ضخمًا في الطبعة النهائية التي أصدرتها جامعة هارفارد بين عامي 1960 و 1982 ويعتبر بعض المفكرين أن اليوميات هي العمل الأدبي الرئيسي لإمرسون.
في مارس 1837 ألقى إمرسون سلسلة من المحاضرات في المعبد الماسوني في بوسطن حول فلسفة التاريخ وكانت هذه هي المرة الأولى التي يدير فيها سلسلة محاضرات بمفرده ومثّلت بداية مسيرته المهنية كمحاضر وقد كانت الأرباح التي جناها من هذه السلسلة أكبر بكثير من المبالغ التي دُفعت له لأجل إلقاء محاصراته واستمر في إدارة محاضراته بمفرده طوال حياته على الأغلب حيث كان يُلقي سنوياً ما يصل إلى 80 محاضرة ولأجل إلقاء المحاضرات وسافر عبر شمال الولايات المتحدة حتى سانت لويس ودي موين ومنيابولس وكاليفورنيا.
في 15 يوليو 1838، دُعي إمرسون إلى قاعة ديفينيتي في مدرسة هارفارد ديفينيتي لإلقاء خطاب التخرج في المدرسة، والذي عُرف لاحقاً باسم «خطاب مدرسة ديفينيتي» حيث قلّل إمرسون من أهمية معجزات الكتاب المقدس فيهذا الخطاب وأعلن أن يسوع كان رجلًا عظيمًا لكنه لم يكن الله وقال إن المسيحية التاريخية حوّلت يسوع إلى «نصف إله، كما يصف الشرقيون أو الإغريق أوزوريس أو أبولو»،  أثارت تعليقاته غضب المؤسسة والمجتمع البروتستانتي العام وأُدين باعتباره ملحدًا ومسماً لعقول الشباب ورغم كل هذه الانتقادات إلا أنه لم يبالِ بل أفسح المجال لآخرين للدفاع عن مواقفه ومنذ ذلك الخطاب لم تدعوه هارفارد لإلقاء خطاب فيها مرة أخرى لمدة ثلاثين عامًا.
بدأت المجموعة المتعالية بنشر مجلتها الرئيسية ذا دايال في يوليو 1840 بعد تخطيطٍ طويل بدأ في وقت مبكر من أكتوبر 1839 لكن لم يبدؤا العمل حتّى أوائل عام 1840 وقد كان جورج ريبلي مدير التحرير ومارغريت فولر المحررة الأولى بعد أن طلب منها إمرسون شغل هذه الوظيفة التي رفضها آخرون بقيت فولر لمدة عامين تقريبًا في الوظيفة إلى أن تولى إمرسون زمام الأمور، مسخّرًا المجلة لتشجيع الكتاب الشباب الموهوبين بمن فيهم إليري تشانينغ وثورو.
في عام 1841، نشر إمرسون كتابه الثاني بعنوان «المقالات» الذي اشتمل على المقالة الشهيرة «الاعتماد على الذات» التي وصفتها عمته بأنها «مزيج غريب من الإلحاد والاستقلال الزائف» لكنها حصلت على مراجعات إيجابية في لندن وباريس وقد أرسى هذا الكتاب واستقباله الشعبي الأساس لشهرته العالمية أكثر من أي عملٍ آخر.
في يناير 1842 توفي ابن إمرسون الأول، والدو بالحمى القرمزية. كتب إمرسون عن حزنه في قصيدة «رثاء» («لأن هذه الخسارة هي الموت الحقيقي»)،  ومقال «تجربة»، وفي نفس الشهر وُلد ويليام جيمس الذي سيوافق إمرسون فيما بعد على أن يكون عرّابه.
أعلن برونسون ألكوت عن خططه في نوفمبر 1842 لإيجاد مزرعة مساحتها مائة فدان في حالة ممتازة مع مبانٍ جيدة وقام تشارلز لين بشراء مزرعة مساحتها 90 فدانًا (360 ألف متر مربع) في هارفارد (ماساتشوستس) لتصبح مزرعته فروتلاندز في مايو 1843 مجتمع قائم على المثل العليا اليوتوبية المستوحاة جزئيًا من الفلسفة المتعالية فقد كانت المزرعة تعمل على أساس جهد مجتمعي دون استخدام الحيوانات للعمل ولم يأكل المشاركون اللحوم ولم يستخدمو الصوف أو الجلد قال إمرسون إنه شعر «بالحزن الشديد» لعدم مشاركته في التجربة بنفسه رغم أنّه شعر بأن فروتي لاند لن تكون ناجحة ووصفهم بقول «مذهبهم كله روحي» وأكمل «لكنهم دائمًا ما ينتهون بالقول: أعطونا الكثير من الأرض والمال». حتى أن ألكوت نفسه اعترف بصعوبة إنجاح المشروع كتب: «لم يكن أي منا مستعداً لتحقيق الحياة المثالية التي حلمنا بها عملياً، لذلك تفرقنا»، بعد فشلها ساعد إمرسون عائلة ألكوتف في شراء مزرعة في كونكورد وأطلق عليها ألكوت اسم «هيل سايد».
في عام 1844 نشر إمرسون مجموعتها الثانية من المقالات تحت عنوان «المقالات: السلسلة الثانية» وقد نشر فيها مقالات مثل (الشاعر، الخبرة، الهدايا..) إضافة لمثال بعنوان الطبيعة وهو مقال مختلف عن مقاله في عام 1836 والمسمى بنفس الاسم.
دخل إمرسون تكون بشكل أساسي من المحاضرات التي بدأ بإلقائها عام 1833 وبحلول الخمسينات من القرن التاسع عشر كان يُلقي حوالي 80 محاضرة سنوياً وقد خاطب جميعة بوسطن لنشر المعرفة المفيدة عندما كان في مدرسة جلوستر ليسيوم مع مفكرين آخرين حيث تحدث إمرسون في العديد من المواضيع.
العديد من مقالات إمرسون نشأت نواتها في محاضراته أولا وقد كان يتقاضى بين 10 دولات حتّى 50 دولا لكل ظهور مما جعل دخله يصل ل 2000 دولار في موسم المحاضرات النموذجي وقد كان يزيد دخله من المحاضرات عن دخله الآتي من مصادر أُخرى ففي بعض السنوات كان يحصل على ما يقارب 900 دولار لسلسلة من ست محاضرات وفي أحيان أخرى كان يحصل على 1600 دولار لسلسة ستوية في بوسطن، في النهاية فقد ألقى 1500 محاذرة في حياته وقد سمحت له أرباحه بتوسيع ممتلكاته وشراء 11 فدانًا (45000 متر مربع) من الأرض من قبل والدن بوند وعدد قليل من الأفدنة في بستان الصنوبر المجاور، كتب أنه كان «مالك الأرض ومالك المياه على مساحة 14 فدانا، أكثر أو أقل».
تعرف إمرسون على الفلسفة الهندية من خلال أعمال الفيلسوف الفرنسي فيكتور كوزين عام 1845 وقد أظهرت مجلات إمرسون لاحقا أنه كان يقرأ بغافد الجيتا ومقالات هنري توماس كولبروك عن الفيدانتا وقد تأثر بها جداً ويمكن رؤية ذلك بوضوح في مقاله الإفراط في الروحية:
كانت الرسالة المركزية التي استخلصها إمرسون من دراساته الآسيوية هي أن «الغرض من الحياة هو التحول الروحي والخبرة المباشرة للقوة الإلهية، هنا والآن على الأرض.»
في عام 1847 و1848 قام بزيارة الجزر البريطانية وقام بزيارة باريس في الأيام بين الثورة الفرنسية وأيام انتفاضة يونيو، عندما وصل رأى جذوع الأشجار المحطمة والمتاريس الناجمة عن أعمال الشغب في فبراير وفي 21 مايو وقف في وسط احتفال جماهيري وألقى خطبة عن السلام والوفاق والعمل وقد كتب في مذكراته يصف ما حدث: 
 تركت هذه الزيارة تأثير كبير في حياة إمرسون حيث اعتمد كتابه «السمات الإنكليزية» على الملاحظات التي دوّنها خلال رحلاته، بعدها عاد إلى أمريكا ليرى الحرب الأهلية الأمريكية على أنّها «ثورة» لها أرضية مشتركة مع ثورات أوروبا 1848،

في خطاب ألقاه في كونكورد في 3 مايو 1851 شجب إمرسون قانون العبيد: 
وقد كتب في مذكراته عن القانون:
في فبراير 1852، حرر إمرسون وجيمس فريمان كلارك وويليام هنري تشانينج نسخة من أعمال ورسائل مارغريت فولر قبل مضي اسبوع على وفاتها عام 1850 وقد اقترح ناشر العمل في نيويورك هوراس غريلي على إمرسون أن يتم إعداد سيرة فولر بسرعة قبل أن يتلاشى الاهتمام الذي نشأ بعد وفاتها والتي ستدعى «مارغريت وأصدقائها» لتُنشر لاحقاً تحت عنوان مذكرات مارجريت فولر أوسولي كانت كلمات فولر تخضع لحرص شديد وتعاد كتابتها أحياناً ورغم ذلك لم يهتم المؤلفون الثلاثة بالدقة فقد كانوا يعتقدون أن الاهتمام العام بفولر كان مؤقتًا وأنها لن تبقى كشخصية تاريخية لكن كانت السيرة الذاتية الأكثر مبيعًا في العشر سنين التالية وخرجت بثلاث عشرة طبعة قبل نهاية القرن.
نشر والت ويتمان مجموعة الشعر المبتكرة أوراق العشب في عام 1855 وأرسل نسخة إلى إمرسون لمعرفة رأيه ليرد إمرسون بإيجابية وإرسال رد مكون من خمس صفحات. ساعدت موافقة إمرسون على الطبعة الأولى المجموعة الشعرية على إثارة اهتمام كبير وأقنعت ويتمان بإصدار طبعة ثانية بعد ذلك بوقت قصير واقتبس من رسالة إمرسون له ووضع الاقتباس على الغلاف «أحييك في بداية مسيرة عظيمة». مما جعل إمرسن يشعر بالاستياء من نشر الرسالة على الملأ ولاحقًا كان أكثر انتقاداً للعمل.

## معسكر الفلاسفة في فولنسبي-بوند
في عام 1958 قام إمرسون برحلة برية شمال مدينة نيويوك وانظم إليه لاحقاً تسعة مفكرين هم لويس أغاسيز، وجيمس راسل لويل، وجون هولمز، وهوراشيو وودمان، وإيبينيزر روكويل هوار، وجيفريز وايمان، وإيستس هاو، وعاموس بيني، وويليام جيمس وكان هناك من تمت دعوتهم لكنهم لم يتمكنوا من القيام بالرحلة لأسباب متنوعة، هم: أوليفر ويندل هولمز، هنري وادزورث لونجفيلو وتشارلز إليوت نورتون، وجميعهم أعضاء في نادي السبت (بوسطن، ماساتشوستس)
لم يكن نادي السبت أكثر من عضوية في اجتماع أدبي يُقام آخر سبت من كل شهر في فندق بوسطن باركر هاوس، أحد أعضاء النادي ويليام جيمس ستيلمان الذي كان رساماً ومحرراً مؤسساً لمجلة فنية، ولد ستيلمان ونشأ في شينيكتادي الواقعة جنوب جبال آديرونداك وسافر لاحقًا إلى شمال نيويورك ليرسم المناظر الطبيعية البرية ولصيد السمك وقد شارك في التجربة البرية مع أعضاء نادي السبت ما أثار اهتمامهم بهذه المنطقة المجهولة.
قاد جيمس راسل لويل وويليام ستيلمان الجهود لتنظيم رحلة إلى أديرونداك ستبدأ في 2 أغسطس 1858 حيث يسافرون بالقطار والقارب البخاري وقوارب الإرشاد وبدأت الأخبار تنتشر في جميع أنحاء البلاد عن هؤلاء الرجال اللذين يعيشون مثل شعوب سويكس واللذين سيعرفون لاحقاً باسم "معسكر الفلاسفة".
كان هذا الحدث علامة بارزة في الحركة الفكرية في القرن التاسع عشر حيث ربط الطبيعة بالفن والأدب.

على الرغم من أن كتّاب السيرة الذاتية لحياة إمرسون قد كتبوا الكثير على مدى سنوات عديدة إلا أنهم لم يُكتبوا سوى القليل مما أصبح يُعرف لاحقاً باسم «معسكر الفلاسفة» رغم أن قصيدته الملحمية «أديرونداك» كانت تقرأ كمجلة يومية في وصف لمغامراته في البرية مع زملائه في نادي السبت، لقد جعلته رحلة التخييم التي استمرت أسبوعين ووضعته وجهًا لوجه مع البرية الحقيقية وقد تحدث عن هذا الأمر سابقاً في مقالته بعنوان «الطبيعة»[بحاجة لمصدر] التي نُشرت في عام 1836 حيث قال: 

## سنوات الحرب الأهلية
معارضة إمرسون للعبودية كانت شديدة لكنه لم يملك الجرأة ليكون في دائرة الضوء وظل مترددًا في إلقاء محاضرات عن هذا الموضوع ورغم ذلك ألقى عدداً من المحاضرات عن هذا الموضوع في السنوات التي سبقت الحرب الأهلية بدءًا من نوفمبر 1837. أصدقاؤه وأفراد عائلته كانوا أكثر نشاطاً منه في دعوتهم لإلغاء عقوبة الإعدام لكن اعتباراً من سنة 1844 أصبحت معارضته للعبودية أكثر نشاطاً وألقى عدد من الخطب والمحاضرات إضافة لاستقباله جون بروان أثناء زيارته لكونكورد وأوضح له أهمية الاتحاد لأجل القضاء التام على العبودية وبمجرد اندلاع الحرب الأهلية أفصح إمرسون برغبته في تحقيق التحرر الفوري للعبيد.
تقريباً في عام 1860 قام إمرسون بنشر المجموعة السابعة من مقالاته بعنوان «سلوك الحياة» والتي كانت تمثل صراعاً بين إمرسون والكثير من المفاهيم الإشكالية في ذلك الوقت وقد كانت تجربته في محاولة إلغاء الرتب المجتمعية لها تأثير واضح على استنتاجاته وقد تبنى إمرسون في المجموعة السابعة من مقالاته فكرة الحرب كأساس للنهوض الوطني وأعتبر أن الحرب الأهلية أو الإفلاس الوطني أو الثورة أكثر ثراءً في تطوير المجتمعات من سنوات الرخاء «الضعيفة».

في عام 1862 زار إمرسون العاصمة واشنطن. وألقى محاضرة عامة في معهد سميثسونيان في 31 يناير 1862 حيث أعلن: 
يقولون في الجنوب عن العبودية أنّها مؤسسة لكني أسميها نقصاً فالتحرر هو طلب الحضارة
 في اليوم التالي للمحاضرة، أي في الأول من فبراير، اصطحبه صديقه تشارلز سومنر للقاء أبراهام لينكولن في البيت الأبيض، كان لينكولن على دراية بعمل إمرسون فقد رآه يحاضر من قبل،  بعد المقابلة بدأت مخاوف إمرسون بشأن لينكولن تتلاشى وبعد وفاته تحدث إمرسون في حفل تأبين لينكولن في كونكورد: 
قديم هو كما التاريخ ومتعدد مثل مآسيه لا أعتقد أن هناك خبر وفاة سيكون حزيناً أكثر من هذا 
 كما كان لإمرسون لقاءات أيضاً مع المدعي العم إدوارد بيتس ووزير الحرب إدوين م. ستانتون، وزير البحرية جدعون ويلز، ووزير الخارجية وويليام سيوارد.
في 6 مايو 1862 توفي هنري ديفيد ثورو صديق إمرسون بسبب مرض السل عن عمر يناهز 44 عامًا، غالبًا ما كان يُشير إمرسون إلى ثورو باعتباره أفضل صديق له على الرغم من الخلاف الذي بدأ بينهم عام 1849 بعد أن نشر ثورو أسبوع على نهري كونكورد وميريماك،  لاحقا توفي صديق آخر لإمرسون وهو ناثانيال هوثورن، بعد عامين من وفاة ثورو وقد شارك إمرسون في دفنه،  وفي نفس العام انتخب إمرسون عضواً في الأكاديمية الأمريكية للفنون والعلوم أي في عام 1864.

## السنوات الأخيرة والوفاة

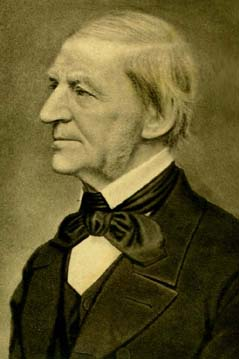
إمرسون في سنواته الأخيرة

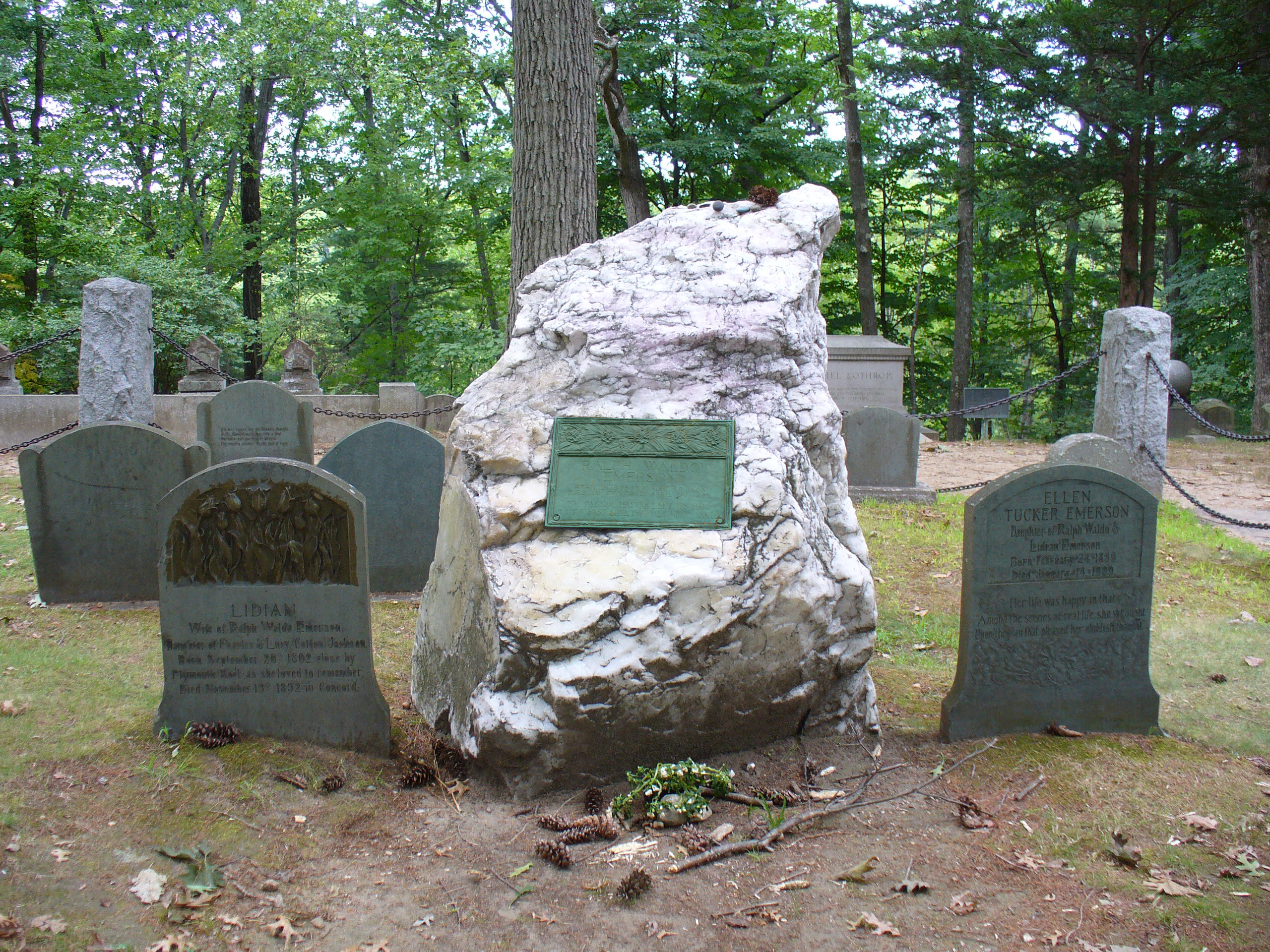
قبر إمرسون في كونكورد

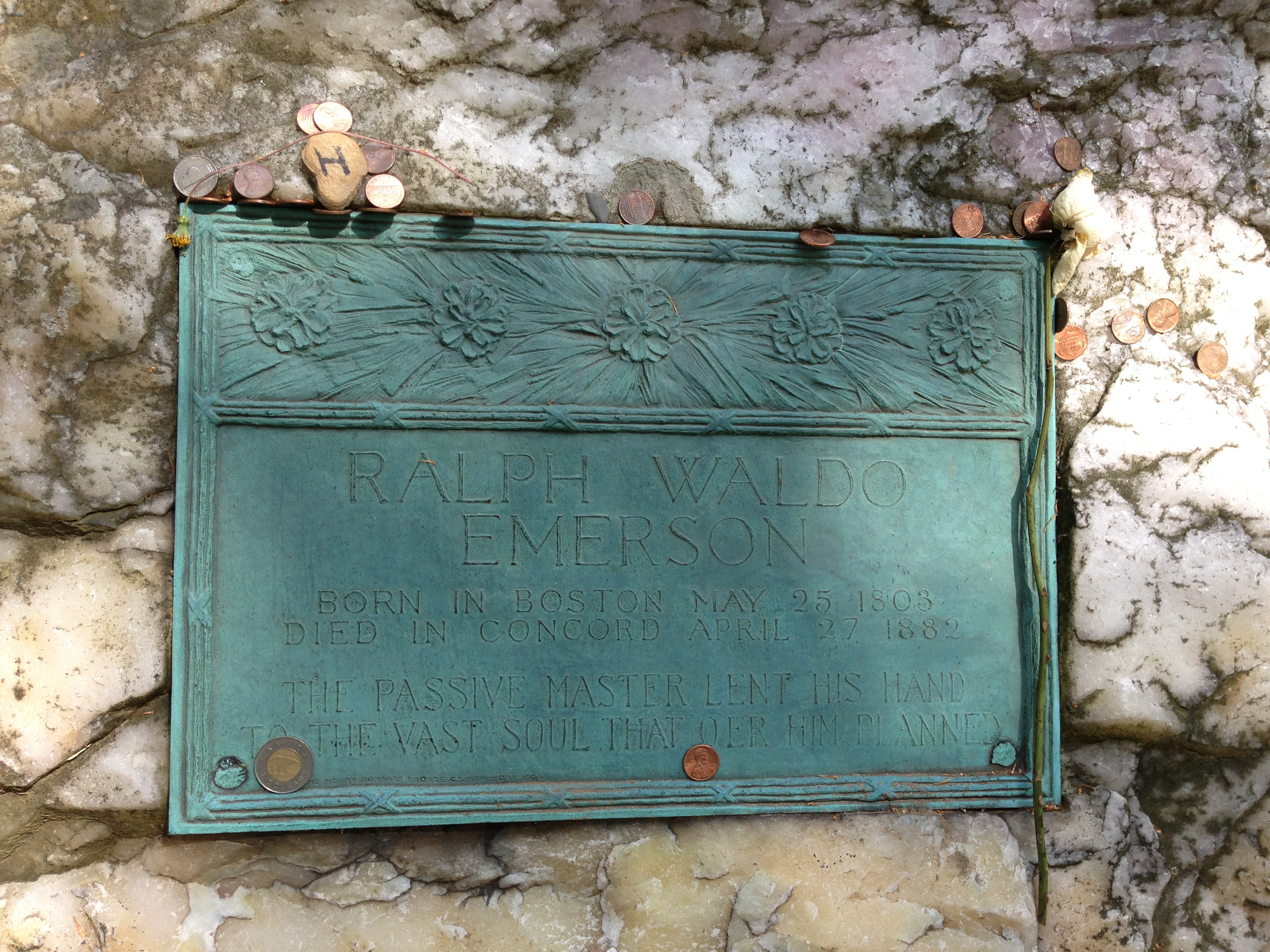
علامة المقبرة حيث دُفن إمرسون

ابتداء من عام 1867، بدأت صحة إمرسون في التدهور وأصبحت كتاباته في المجلات أقل بكثير وبدءًا من صيف عام 1871 أو في ربيع عام 1872 بدأ يعاني من مشكلات في الذاكرة وعانى من فقدان القدرة على الكلام بحلول نهاية العقد إضافة لأنّه كان ينسى اسمه في بعض الأحيان وإذا سُئل من أي شخص عن شعوره يُجيب: «حسنًا... لقد فقدت قدراتي العقلية، لكنني بخير ما زلتُ ممتازاً».
في ربيع عام 1871 قام إمرسون برحلة على خط السكة الحديد العابر للقارات بعد مضي أقل من عامين على اكتماله وفي كاليفورنيا التقى بعدد من الشخصيات المرموقة بما في ذلك بريغهام يونغ خلال توقفه في سالت ليك سيتي وتضمن جزء من زيارته إلى كاليفورنيا رحلة إلى بوسيميتي، وأثناء وجوده هناك التقى بجون موير الذي لم يكن معروفا حينها حيث كان لقائه بإمرسون نقطة تحول في حياته.
في عام 1872 اشتعل منزل إمرسون في كونكورد وطلب المساعدة من جيرانه ليُخمد الحريق من قبل إفرايم بول جونيور وهو نجل إفرايم ويلز، جمعت التبرعات من قبل الأصدقاء لمساعدة إمرسون كان منهم 5000 دولار جمعها فرانسيس كابوت لويل و 10000 دولار جمعها لي بارون راسل بريجز إضافة لتبرع شخصي بقيمة 1000 دولار من جورج بانكروفت كما قُدِّم مأوى لإمرسون أمّا عائلته فقد انتهى بهم الأمر بالبقاء الأولد مانسي بعد أن تمت دعوتهم من قبل آن لينش بوتا وجيمس إليوت كابوت وجيمس توماس فيلدز وآني آدامز فيلدز، كان الحريق بمثابة نهاية لمسيرة المحاضرات الجادة لإمرسون فمنذ ذلك الحين صار يحاضر فقط في المناسبات الخاصة وفقط أمام جمهور مألوف.
في 23 أكتوبر 1872 غادر إمرسون مع ابنته إلين في رحلة إلى بريطانيا وأوروبا ومصر في أثناء عمليات الترميم الذي خضع له منزله بينما بقيت زوجته ليديان في أولد مانسي مع أصدقائها. في 15 أبريل 1873 عاد إمرسون وابنته إلى الولايات المتحدة مع صديقه تشارلز إليوت نورتون حيث كانت عودة إمرسون إلى كونكورد لها وقع خاص فألغيت المدارس يوم عودته وأُقيمت الإحتفالات.
في أواخر عام 1874 نشر إمرسون مختارات شعرية بعنوان بارناسوس والتي تضمنت قصائد كان قد جمعها عام 1871 لآنا ليتيتيا باربولد وجوليا كارولين دور وجان إنجلو ولوسي لاركوم وجونز فيري بالإضافة إلى ثورو وآخرين لكنها تأخرت بسبب طلب الناشرين مراجعتها.

تفاقمت مشكلة الذاكرة عند إمرسون بحلول عام 1879 وتوقف عن الظهور العلني، كتب هولمز: 
 وفي 21 أبريل عانى إمرسون من التهاب رئوي وتوفي بعدها بستة أيام ودُفِن في مقبرة سليبي هولو كونكورد، وُضِع في نعشه مرتديًا رداء أبيض قدمه له النحات الأمريكي دانيال تشيستر فرانتش.

## الأفكار والمعتقدات
اُعتبرت أفكار إمرسون في وقته راديكالية حيث اعتقد أن كل الأشياء مرتبطة بالله وبالتالي فكل الأشياء إلاهية، اعتبر النقاد أن إمرسون يزيل الشخصية المركزية لله كما قال هنري وير جونيور ما جعل إمرسون مهدداً بأن يجبر على ترك مدرسته والعيش في مصحة أيتام، كان إمرسون متأثرا بشكل جزئي بالفلسفة الألمانية والنقد الكتابي وقد اقترحت أفكاره التي مثّلت أساس الفلسفة المتعالية بأن الله ليس مضطراً للكسف عن الحقيقة ولكن يمكن معرفة الحقيقة بشكل حدسي مباشر من الطبيعة وعندما سُئل إمرسون عن معتقده الديني قال: 

لم يكن إمرسون من المتحمسين لإلغاء عقوبة الإعدام إلّا بعد 1844 رغم أنّ مقالاته كانت تظهر تحمسه لمعالجة موضوع العبيد بل إنّه كان يحلم بتحريرهم وقد أبدى إمرسون أسفه لعدم الالتزام بهذه القضية في وقت مبكر بعد تعرض عضو مجلس الشيوخ تشارلز سومنر للضرب عام 1856 بسبب رأيه المتشدد لإلغاء عقوبة الإعدام وقد كتب: 
 بعد الهجوم الذي تعرض له عضو مجلس الشيوخ بدأ إمرسون بالتحدث علانية عن العبودية حيث قال في اجتماع في كونكورد في نفس السنة: 
 كانت العبودية مقال إمرسون على الظلم البشري خاصةً في أوائل عام 1838 بعد مقتل الناشر باريش لوفجوي المؤيد لإلغاء الرِّق من ألتون في ولاية إلينوي وأصبحت تلك الحادثة عنواناً لمعارضة إمرسون للعبودية وقد كتب يصف ما حدث: 
 كما وصف جون كوينسي آدامز الحادثة بأنّها «أرست صدمة أكثر من أي زلزال أو كارثة في هذه القارة» وقد أكد إمرسون لاحقاً أن الإصلاح يمكن أن يحقق اتفاقاً أكثر من العمل العسكري وفي الأول من أغسطس عام 1844 ألقى محاضرة في كونكورد أوضح فيها دعمه لإلغاء عقوبة الإعدام قائلاً: 
.
غالبًا ما يُعرَّف إمرسون بأنه أحد أكثر المفكرين الديمقراطيين الليبراليين في عصره والذين اعتقدوا أنه من خلال العملية الديمقراطية يجب إلغاء العبودية فقد كان من أشد المتحمسين لإنهاء الرِّق وكان مُشككاً في شرعيتها، كافح إمرسون في تحمل الآثار المترتبة على موقفه، لم تُترجم ميوله الليبرالية بوضوح عندما يتعلق الأمر بالاعتقاد بأن جميع الأعراق لها قدرة أو وظيفة متساوية وهو مفهوم شائع في الفترة التي عاش فيها. يعتقد العديد من النقاد أن وجهات نظره حول العرق هي التي منعته من أن يصبح من دعاة إلغاء عقوبة الإعدام في وقت مبكر من حياته، كما أنها منعته من أن يكون أكثر نشاطًا في الحركة المناهضة للعبودية. حيث كان صامتاً في معظم حياته المبكرة بخصوص هذه القضية ولم يبدأ في نشر كتابات عن العرق والرق إلا بعد أن بلغ الثلاثين من عمره ولم يُعرف بالناشط المناهض للعبودية إلا في أواخر الأربعينيات والخمسينيات من عمره.

طوّر إمرسون في سنوات عمله المبكرة تسلسلاً هرمياً للأعراق على أساس القدرة على التفكير وتسائل ما إذا كان العبيد الأفارقة متساوون مع الرجال البيض بناء على قدرتهم في التفكير وفي مقال نشره عام 1822 كتب ملاحظة شخصية: 

كان إمرسون مثل باقي مؤيدي العبودية في حياته الأولى حيث كان يعتقد بأن العبيد أقل قدرات فكرية من نظرائهم البيض ورغم هذا الاعتقاد إلاّ أن إمرسون لم يكن مؤيداً للعبودية، وقد كتب إمرسون في وقت لاحق: 
 رأى إمرسون إبعاد الناس عن وطنهم ومعاملتهم كعبيد، والسعي ورائهم لاستغلالهم ظلمًا كبيراً فبالنسبة لإمرسون كانت العبودية قضية أخلاقية بينما كان تفوق الأعراق فيما بينها قضية حاول تحليلها من منظور علمي بناءً على ما يعتقد أنها سمات موروثة. نظر إمرسون إلى نفسه على أنّه سكسوني الأصل وقد قرأ ذلك في خطاب ألقاه عام 1835 بعنوان «السمات الدائمة للعبقرية الوطنية الإنجليزية» حيث قال: 
 لقد رأى روابط مباشرة بين العرق على أساس الهوية الوطنية والطبيعة المتأصلة في الإنسان وقد صنف المواطنين الأمريكان البيض الذين ولدوا في الولايات المتحدة ومن أصول إنجليزية على أنهم عرق منفصل واعتقد أنّ لهم مكانة متفوقة على بقية الأعراق. استندت فكرته عن العرق إلى ثقافة وبيئة وتاريخ مشترك حيث كان يعتقد أن الأمريكيين المولودين من أصل إنكليزي هم أفضل من المهاجرين الأوروبيين بما في ذلك الأيرلنديون والفرنسيون والألمان وأيضًا على أنهم متفوقون على الإنجليز من إنجلترا الذين اعتبرهم في المرتبة الثانية وهي المرتبة الوحيدة المشابهة للعرق السكسوني.
لاحقاً تغيرت أفكار إمرسون بشأن العرق عندما أصبح أكثر انخراطًا في حركة إلغاء العبودية بينما بدأ في نفس الوقت بتحليل شامل للآثار الفلسفية للتسلسل الهرمي العرقي، حولت معتقداته التركيز إلى النتائج المحتملة للصراعات العرقية كما ارتبطت آراؤه العرقية ارتباطًا وثيقًا بآرائه حول القومية والتفوق القومي وتحديداً وجهة نظر الساكسونيين في إنجلترا القديمة والتي كانت وجهة نظر شائعة في الولايات المتحدة في ذلك الوقت. استخدم إمرسون النظريات المعاصرة للعرق والعلوم الطبيعية لدعم نظرية تطور العرق وكان يعتقد أن المعركة السياسية الحالية والاستعباد الحالي للأجناس الأخرى كان صراعًا عنصرياً لا مفر منه حيث نظر إليه على أنّه صراع من شأنه أن يؤدي إلى اتحاد حتمي للولايات المتحدة، كانت مثل هذه الصراعات ضرورية لديالكتيك التغيير الذي سيسمح في النهاية بتقدم الأمة. في كثير من أعماله اللاحقة بدا وأن إمرسون سمح بفكرة أن الأعراق المختلفة ستختلط في النهاية في أمريك مما سيؤدي إلى سباق للتفوق نتيجة عملية التهجين وسيكون هذا لصالح تفوق الولايات المتحدة.

كان إمرسون مؤيدًا لانتشار المكتبات في المجتمع خلال القرن التاسع عشر حيث قال عنها:
ربما كان لدى إمرسون أفكار مثيرة عن رجل واحد على الأقل فخلال سنواته الأولى في جامعة هارفارد، وجد نفسه منجذباً إلى طالب جديد يدعى مارتن جاي وكتب عنه شعراً مشحون جنسياً كما كان لديه أيضًا عدد من الاهتمامات الرومانسية مع العديد من النساء طوال حياته مثل آنا باركر وكارولين ستورجيس.

## الإرث

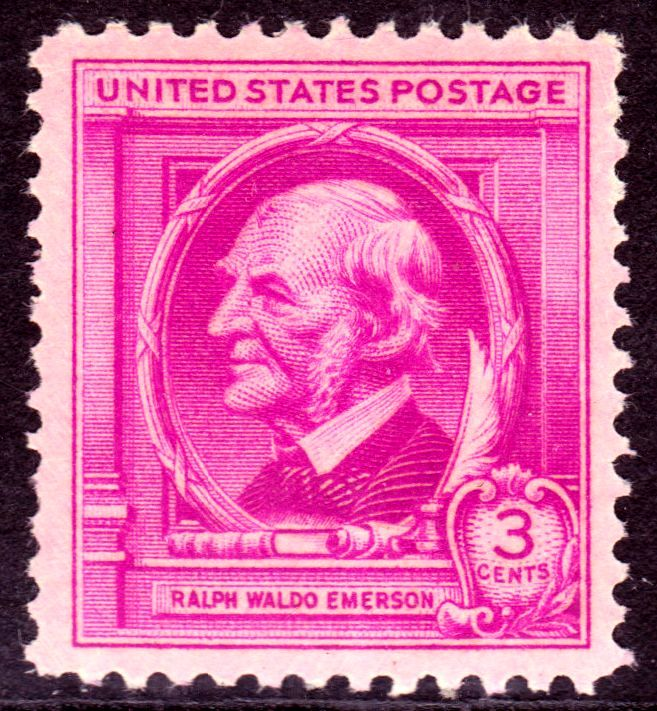
طابع بريد إمرسون إصدار عام 1940

بسبب براعته في المحاضرة والخطابة فقد لُقب إمرسون بحكيم كونكورد وأصبح الصوت الرئد للثقافة في الولايات المتحدة وقد علق محرر مجلة أتلانتيك الشهرية ومجلة أمريكا الشمالية جيمس راسل لويل في كتابة الصادر عام 1871 بعنوان نوافذ دراستي(بالإنجليزية: My Study Windows) قائلاً: «إن إمرسون لم يكن المحاضر الأكثر جاذبية في أمريكا فقط بل هو أحد رواد نظام المحاضرات». في عام 1849 التقى إمرسون بهرمان ملفيل الذي كان يعتقد بأن إمرسون يعاني من خلل في منطقة القلب إضافة لكونه مفكر شديد الغرور ومن الصعب إطلاق هذه الألقاب عليه رغم أنّه اعترف لاحقاً بأن إمرسون كان «رجلا عظيما»، كما أشار ثيودور باركر الذي كان وزيراً إصلاحياً ومفكراً متعالياً إلى قدرة إمرسون على التأثير وإلهام الآخرين: نهضت عبقرية إمرسون اللامعة في ليالي الشتاء وسبحت في سماء بوسطن لتجذب أعين الشباب البارعين للنظر إلى هذا النجم الجديد العظيم، جمال وغموض ساحر عند النظر ومصدر إلهام دائم قادهم إلى الأمام على دروب جديدة ونحو آمال جديدة.
لم يقتصر تأثير إمرسون مثل والت ويتمان وهنري ديفيد ثورو بل استمر في التأثير على المفكرين والكتاب في الولايات المتحدة وحول العالم حتى الوقت الحاضر، أبرز الذين تأثروا بإمرسون نيتشه وويليام جيمس. هناك القليل من الخلاف على أن إمرسون كان الكاتب الأكثر نفوذاً في أمريكا في القرن التاسع عشر، رغم أنّه يمثل مصدر قلق للعلماء حتّى هذه الأيام. كان والت ويتمان وهنري ديفيد ثورو وويليام جيمس يمتلكون رأياً إيجابياً اتجاه إمرسون بينما كان هيرمان ميلفيل وناثانيال هوثورن وهنري جيمس ينكرون إمرسون إلاّ أنّهم لاحقاً لم يجدوا مفراً من الاعتراف بعظمته، أما بالنسبة للناشر توماس ستيرنز إليوت، كانت مقالات إمرسون تشكل «عبئًا» حيث غاب وهج رالف والدو إمرسون طوال المدة بين 1914 وحتّى 1965 قبل أن يعود للتألق ويُذكر بقوة في أعمال الشعراء الأمريكيين الكبار مثل روبرت فروست، والاس ستيفنز وهارت كرين.

في كتاب «الدين الأمريكي» لهارولد بلوم تمت الإشارة مراراً وتكراراً لإمرسون على أنّه «نبي الدين الأمريكي» إضافة للإشارات إلى الديانات الأمريكية الأصلية مثل المورمونية والعلوم المسيحية التي أثرت على نشأة إمرسون بشكل كبير كما وأوضح الكتاب الكنائس البروتستانتية في الولايات المتحدة التي أصبحت أكثر معرفة من نظيراتها الأوروبية حسب رأي الكاتب. في القانون الغربي، يقارن بلوم إمرسون بميشيل دي مونتين إذ يقول: 
 العديد من قصائد إمرسون اعتبرها بلوم من أفضل القصائد باللغة الإنجليزية على الرغم من أنه كتب أن القصائد لا ترقى إلى مستوى أفضل مقالات إمرسون التي ذكرها بلوم مثل «الاعتماد على الذات» و«الدوائر» و«الخبرة» و«تقريبا كل سلوك الحياة». من خلال إيمان إمرسون بأن أطوال الخطوط والإيقاعات والعبارات تُحدد عن طريق التنفس فقد أوحى شعر إمرسون بنظريات تشارلز أولسون.

## أشياء وسمت باسمه
- في مايو 2006 بعد 168 عامًا من إلقاء إمرسون «عنوان مدرسة اللاهوت» أعلنت مدرسة اللاهوت بجامعة هارفارد عن تأسيس جمعية إمرسون التوحيدية العالمية[178] إضافة لقيامها بتسمية مبنى باسم قاعة إمرسون (بالإنجليزية: Emerson Hall)[179]
- أخذت رباعية إمرسون الوترية[الإنجليزية] (بالإنجليزية: Emerson String) التي تشكلت عام 1976 اسمها منه.[180]
- تُمنح جائزة رالف والدو إمرسون سنويًا لطلاب المدارس الثانوية عن مقالات حول الموضوعات التاريخية.[181]
- مجموعة إمرسون[الإنجليزية] (بالإنجليزية: Emerson Collective) هي شركة مكرسة للتغيير الاجتماعي.[182]

## أعمال مختارة

### مجموعات
غير مترجمة 
- المقالات: السلسلة الأولى (1841) (بالإنجليزية: Essays: First Series)
- المقالات: السلسلة الثانية (1844) (بالإنجليزية: Essays: Second Series)
- قصائد (1847) (بالإنجليزية: Poems) [183]
- الطبيعة والعناوين والمحاضرات (1849) (بالإنجليزية: Nature, Addresses and Lectures)
- ممثل الرجال (1850) (بالإنجليزية: Representative Men)
- السمات الإنجليزية (1856) (بالإنجليزية: English Traits)[184]
- سلوك الحياة (1860)[185] (بالإنجليزية: The Conduct of Life)
- يوم أيار وقطع أخرى (1867) (بالإنجليزية: May-Day and Other Pieces)[186]
- المجتمع والعزلة (1870) (بالإنجليزية: Society and Solitude)[187]
- التاريخ الطبيعي للعقل: المحاضرات الأخيرة لرالف والدو إمرسون (1871) (بالإنجليزية: Natural History of the Intellect: the last lectures of Ralph Waldo Emerson)[188]
- الرسائل والأهداف الاجتماعية (1875) (بالإنجليزية: Letters and Social Aims)[189]

### مقالات منفردة
مقالات غير مترجمة 
- الطبيعة (1836) (بالإنجليزية: Nature)
- الاعتماد على الذات (مقالات: السلسلة الأولى) (بالإنجليزية: Self-Reliance)
- التعويض (السلسلة الأولى) (بالإنجليزية: Compensation)
- الإفراط في الروحية (السلسلة الأولى) (بالإنجليزية: The Over-Soul)
- الدوائر (السلسلة الأولى) (بالإنجليزية: Circles)
- الشاعر (مقالات: السلسلة الثانية) (بالإنجليزية: The Poet)
- الخبرة (مقالات: السلسلة الثانية) (بالإنجليزية: Experience)
- السياسة (السلسلة الثانية) (بالإنجليزية: Politics)
- «السعدي» في الأطلسي الشهري (1864) (بالإنجليزية: Saadi" in the Atlantic Monthly)
- رجل العِلم الأمريكي[185] (بالإنجليزية: The American Scholar)
- إصلاحات نيو إنجلاند (بالإنجليزية: New England Reformers)

### قصائد
قصائد مترجمة 
- ترنيمة كونكورد

قصائد غير مترجمة
- رودورا (بالإنجليزية: The Rhodora)
- براهما (بالإنجليزية: Brahma)
- أوريل (بالإنجليزية: Uriel)

### رسائل
رسائل غير مترجمة
- رسالة إلى مارتن فان بورين (بالإنجليزية: Letter to Martin Van Buren)
- مراسلات توماس كارلايل ورالف والدو إمرسون، 1834-1872 (بالإنجليزية: The Correspondence of Thomas Carlyle and Ralph Waldo Emerson, 1834–72)[190]

### فهرس المراجع

#### باللغة العربية
1. ↑  معجم الفلاسفة الأمريكان 2015،صفحة 23
2. ↑  معجم الفلاسفة الأمريكان 2015،صفحة 24
3. ↑  "الموسوعة العربية | إمرسون (رالف وولدو)". arab-ency.com.sy. مؤرشف من الأصل في 2021-05-17. اطلع عليه بتاريخ 2021-05-17.
4. ↑  معجم الفلاسفة الأمريكان 2015،صفحة 26
5. ↑  معجم الفلاسفة الأمريكان 2015،صفحة 28
6. ↑  الفلسفة الأمريكية 2009،صفحة 67
7. ↑  الفلسفة الأمريكية 2009،صفحة 68
8. ↑  "عمر إحسان قنديل - امرسون وإعادة بناء البراغماتية". الحوار المتمدن. مؤرشف من الأصل في 2021-05-17. اطلع عليه بتاريخ 2021-05-17.
9. ↑  الفلسفة الأمريكية 2009،صفحة 69
10. ↑  الفلسفة الأمريكية 2009،صفحة 72
11. ↑  معجم الفلاسفة الأمريكان 2015،صفحة 66
12. ↑  معجم الفلاسفة الأمريكان 2015،صفحة 67
13. ↑  معجم الفلاسفة الأمريكان 2015،صفحة 61

#### المعلومات الكاملة للمراجع
- مجموعة من الأكاديمين والباحثيين العرب (2015). علي عبود المحمداوي، محمد الشيخ (المحرر). معجم الفلاسفة الأمريكان. لبنان: منشورات الإختلاف. ISBN:978-614-02-1204-6.
- جيرار ديلودال (2009). الفلسفة الأمريكية. ترجمة: جورج كتورة، إلهام الشعراني. لبنان: المنظمة العربية للترجمة. ISBN:978-9953-0-1437-1. مؤرشف من الأصل في 2021-06-11.

#### بلغات أجنبية
1. 1 2  مشروع مكتبة الموسيقى الدولية | Ralph Waldo Emerson، QID:Q523660
2. 1 2  Brockhaus Enzyklopädie | Ralph Waldo Emerson (بالألمانية), OL:19088695W, QID:Q237227
3. 1 2  Gran Enciclopèdia Catalana | Ralph Waldo Emerson (بالكتالونية), Grup Enciclopèdia, QID:Q2664168
4. 1 2  GeneaStar | Ralph Waldo Emerson، QID:Q98769076
5. 1 2  Internet Philosophy Ontology project | Ralph Waldo Emerson (بالإنجليزية), QID:Q6023365
6. 1 2  Proleksis enciklopedija | Ralph Waldo Emerson (بالكرواتية), QID:Q3407324
7. ↑  Encyclopædia Britannica (بالإنجليزية), QID:Q5375741
8. ↑  شعراء.أورج، QID:Q24635963
9. ↑  Charles Dudley Warner, ed. (1897), Library of the World's Best Literature (بالإنجليزية), QID:Q19098835
10. ↑  "Ralph Waldo Emerson" [رالف والدو إمرسون]. Encyclopædia Britannica (بالإنجليزية). 1998. Archived from the original on 2020-08-21.
11. ↑  Richardson, p. 263.
12. ↑  Emerson, Ralph Waldo (1841). "Self-Reliance". In تشارلز ويليام ألين (ed.). Essays and English Traits. Harvard Classics (بالإنجليزية) (56th printing, 1965 ed.). New York: P.F.Collier & Son Corporation. Vol. Volume 5, with introduction and notes. pp. 59–69. It is for want of self-culture that the idol of Travelling, the idol of Italy, of England, of Egypt, remains for all educated Americans. They who made England, Italy, or Greece venerable in the imagination, did so not by rambling round creation as a moth round a lamp, but by sticking fast where they were, like an axis of the earth.... The soul is no traveller: the wise man stays at home with the soul, and when his necessities, his duties, on any occasion call him from his house, or into foreign lands, he is at home still and is not gadding abroad from himself. p. 78 {{استشهاد بكتاب}}: |المجلد= يحوي نصًّا زائدًا (help)
13. ↑  Lewis، Jone Johnson. "Ralph Waldo Emerson - Essays". www.transcendentalists.com. مؤرشف من الأصل في 2020-02-06. اطلع عليه بتاريخ 2017-08-10.
14. ↑  John Lachs; Robert B. Talisse (2007). American Philosophy: An Encyclopedia (بالإنكليزية). الولايات المتحدة. p. 310. ISBN:978-0415939263. Archived from the original on 2021-08-15.{{استشهاد بكتاب}}:  صيانة الاستشهاد: لغة غير مدعومة (link) صيانة الاستشهاد: مكان بدون ناشر (link)
15. ↑  T. Gregory Garvey (2001). The Emerson Dilemma: Essays on Emerson and Social Reform (بالإنكليزية). الولايات المتحدة. ISBN:9780820322414. Archived from the original on 2020-09-15.{{استشهاد بكتاب}}:  صيانة الاستشهاد: لغة غير مدعومة (link) صيانة الاستشهاد: مكان بدون ناشر (link)
16. ↑  Journal, April 7, 1840.
17. ↑  "Emerson & Thoreau". web.archive.org. 3 فبراير 2012. مؤرشف من الأصل في 2020-09-15. اطلع عليه بتاريخ 2020-09-15.{{استشهاد ويب}}:  صيانة الاستشهاد: BOT: original URL status unknown (link)
18. ↑  Richardson, p. 18.
19. ↑  Allen, p. 5.
20. ↑  Baker, p. 35.
21. ↑  McAleer, p. 52.
22. ↑  Richardson, p. 11.
23. ↑  McAleer, p. 53.
24. ↑  Richardson, p. 6.
25. ↑  McAleer, p. 61.
26. ↑    1. Buell|Buell, p. 13.
27. ↑  Field, Peter S. (2003). Ralph Waldo Emerson: The Making of a Democratic Intellectual. Rowman & Littlefield. (ردمك 0-8476-8843-7), (ردمك 978-0-8476-8843-2).
28. ↑  Richardson, p. 29.
29. ↑  McAleer, p. 66.
30. ↑  Richardson, p. 35.
31. 1 2  Franklin Park Coalition (مايو 1980). Ralph Waldo Emerson: The Schoolmaster of Franklin Park (pdf format) (PDF). Boston Parks and Recreation Department. مؤرشف من الأصل (PDF) في 2020-08-06. اطلع عليه بتاريخ 2018-07-11.
32. ↑  Phi Beta Kappa. Massachusetts Alpha (1912). Catalogue of the Harvard Chapter of Phi Beta Kappa, Alpha of Massachusetts. Harvard University. ص. 20. مؤرشف من الأصل في 2020-08-19. اطلع عليه بتاريخ 2017-09-11 – عبر Google Books.
33. ↑  Richardson, pp. 36–37.
34. ↑  Richardson, p. 37.
35. ↑  Richardson, pp. 38–40.
36. ↑  Richardson, p. 88.
37. ↑  Richardson, p. 90.
38. ↑  Sullivan, p. 6.
39. ↑  Packer, p. 39.
40. ↑  Emerson, Ralph Waldo (1832). "The Lord's Supper". Uncollected Prose. نسخة محفوظة 24 أبريل 2020 على موقع واي باك مشين.
41. ↑  Ferguson, Alfred R. (1964). "Introduction". The Journals and Miscellaneous Notebooks of Ralph Waldo Emerson. Volume IV. Cambridge, Massachusetts: Belknap Press, p. xi.
42. ↑  McAleer, p. 132.
43. ↑  Baker, p. 23.
44. 1 2  Richardson, p. 138.
45. ↑  Richardson, p. 143.
46. ↑  Richardson, p. 200.
47. ↑  Packer, p. 40.
48. ↑  Richardson, p. 182.
49. ↑  Richardson, p. 154.
50. ↑  Emerson, Ralph Waldo (1959). Early Lectures 1833–36. Stephen Whicher, ed. Cambridge, Massachusetts: Harvard University Press. (ردمك 978-0-674-22150-5).
51. ↑  Wilson, Susan (2000). Literary Trail of Greater Boston. Boston: Houghton Mifflin. p. 127. (ردمك 0-618-05013-2).
52. ↑  Richardson, p. 206.
53. ↑  Lidian (Jackson) Emerson was a descendant of Abraham Jackson, one of the original proprietors of Plymouth, who married the daughter of ناثانيل مورتون، the longtime Secretary of the مستعمرة بليموث.
54. ↑  Richardson, pp. 207–08.
55. ↑  "Ideas and Thought". Vcu.edu. مؤرشف من الأصل في 2018-11-07. اطلع عليه بتاريخ 2012-10-26.
56. ↑  Richardson, p. 193.
57. ↑  Richardson, p. 192.
58. ↑  Baker, p. 86.
59. 1 2 3  Richardson, p. 9.
60. 1 2  Richardson, p. 91.
61. 1 2  Richardson, 175
62. ↑  von Frank, p. 91.
63. ↑  von Frank, p. 125.
64. ↑  Richardson, p. 245.
65. ↑  Baker, p. 53.
66. ↑  Richardson, p. 266.
67. ↑  Sullivan, p. 13.
68. ↑  Buell, p. 45.
69. ↑  Watson, Peter (2005). Ideas: A History of Thought and Invention, from Fire to Freud. New York: Harper Perennial. p. 688. (ردمك 978-0-06-093564-1).
70. ↑  Mowat, R. B. (1995). The Victorian Age. London: Senate. p. 83. (ردمك 1-85958-161-7).
71. ↑  Menand, Louis (2001). The Metaphysical Club: A Story of Ideas in America. New York: Farrar, Straus and Giroux. p. 18. (ردمك 0-374-19963-9).
72. 1 2  Buell, p. 121.
73. ↑  [بحاجة لرقم الصفحة]Rosenwald
74. ↑  Richardson, p. 257.
75. ↑  Richardson, pp. 418–22.
76. ↑  Packer, p. 73.
77. 1 2  Buell, p. 161.
78. ↑  Sullivan, p. 14.
79. ↑  Gura, p. 129.
80. ↑  Von Mehren, p. 120.
81. ↑  Slater, Abby (1978). In Search of Margaret Fuller. New York: Delacorte Press. pp. 61–62. (ردمك 0-440-03944-4).
82. ↑  Gura, pp. 128–29.
83. ↑  "Essays: First Series (1841)". emersoncentral.com. مؤرشف من الأصل في 2018-01-04. اطلع عليه بتاريخ 2015-08-25.
84. ↑  Rubel, David, ed. (2008). The Bedside Baccalaureate, Sterling. p. 153.
85. ↑  Cheever, p. 93.
86. ↑  McAleer, p. 313.
87. ↑  Baker, p. 218.
88. ↑  Packer, p. 148.
89. ↑  Richardson, p. 381.
90. ↑  Baker, p. 219.
91. 1 2 3  Packer, p. 150.
92. 1 2  Baker, p. 221.
93. ↑  Richardson, p. 418.
94. ↑  Wilson, R. Jackson (1999). "Emerson as Lecturer". The Cambridge Companion to Ralph Waldo Emerson. Cambridge University Press.
95. ↑  Richardson, p. 114.
96. ↑  Pradhan, Sachin N. (1996). India in the United States: Contribution of India and Indians in the United States of America. Bethesda, Maryland: SP Press International. p. 12.
97. ↑  Emerson, Ralph Waldo (1841). "The Over-Soul". Essays: First Series.
98. ↑  Gordon, Robert C. (Robert Cartwright), 1947- (2007). Emerson and the light of India : an intellectual history (ط. 1st). New Delhi: National Book Trust, India. ISBN:9788123749341. OCLC:196264051.{{استشهاد بكتاب}}:  صيانة الاستشهاد: أسماء عددية: قائمة المؤلفين (link) صيانة الاستشهاد: أسماء متعددة: قائمة المؤلفين (link)
99. ↑  Goldberg, Philip, 1944-. American Veda : from Emerson and the Beatles to yoga and meditation--how Indian spirituality changed the West (ط. First paperback). New York. ISBN:9780385521352. OCLC:808413359.{{استشهاد بكتاب}}:  صيانة الاستشهاد: أسماء عددية: قائمة المؤلفين (link) صيانة الاستشهاد: أسماء متعددة: قائمة المؤلفين (link)
100. ↑  Buell, p. 31.
101. ↑  Allen, Gay Wilson (1982). Waldo Emerson. New York: Penguin Books. pp. 512–14.
102. ↑  Koch، Daniel (2012). Ralph Waldo Emerson in Europe: Class, Race and Revolution in the Making of an American Thinker. I.B.Tauris. ص. 181–95. ISBN:978-1-84885-946-3. مؤرشف من الأصل في 2020-08-20.
103. ↑  "VI. The Fugitive Slave Law—Address at Concord. Ralph Waldo Emerson. 1904. The Complete Works". www.bartleby.com. مؤرشف من الأصل في 2020-03-11.
104. ↑  "IMPACT OF THE FUGITIVE SLAVE LAW OF 1850". score.rims.k12.ca.us. مؤرشف من الأصل في 2019-01-05.
105. ↑  Baker, p. 321.
106. ↑  Von Mehren, p. 340.
107. 1 2  Von Mehren, p. 343.
108. ↑  Blanchard, Paula (1987). Margaret Fuller: From Transcendentalism to Revolution. Reading, Massachusetts: Addison-Wesley. p. 339. (ردمك 0-201-10458-X).
109. ↑  Von Mehren, p. 342.
110. ↑  Kaplan, p. 203.
111. ↑  Callow, Philip (1992). From Noon to Starry Night: A Life of Walt Whitman. Chicago: Ivan R. Dee. p. 232. (ردمك 0-929587-95-2).
112. ↑  Miller, James E. Jr. (1962). Walt Whitman. New York: Twayne Publishers. p. 27.
113. ↑  Reynolds, David S. (1995). Walt Whitman's America: A Cultural Biography. New York: Vintage Books. p. 352. (ردمك 0-679-76709-6).
114. ↑  Callow, Philip (1992). From Noon to Starry Night: A Life of Walt Whitman. Chicago: Ivan R. Dee. p. 236. (ردمك 0-929587-95-2).
115. ↑  Reynolds, David S. (1995). Walt Whitman's America: A Cultural Biography. New York: Vintage Books. p. 343. (ردمك 0-679-76709-6).
116. ↑  Emerson، Edward (1918). The Early Years of the Saturday Club 1855–1870. Houghton Mifflin.
117. ↑  Norton، Charles (1894). Letters of James Russel Lowell. Houghton Library, Harvard University: Harper & Brothers.
118. ↑  Schlett، James (2015). A Not Too Greatly Changed Eden - The Story of the Philosophers Camp in the Adirondacks. Cornell University Press. ISBN:978-0-8014-5352-6. مؤرشف من الأصل في 2020-09-22.
119. ↑  Emerson، Ralph Waldo (1867). May-Day and Other Pieces. https://en.wikisource.org/wiki/May-day_and_other_pieces: TICKNOR AND FIELDS. مؤرشف من الأصل في 2016-05-20. {{استشهاد بكتاب}}: روابط خارجية في |مكان= (مساعدة)
120. ↑  Emerson، Ralph Waldo (1905). Nature. The Roycrofters. ص. 16–17. مؤرشف من الأصل في 2020-09-22.
121. ↑  Gougeon, p. 38.
122. ↑  McAleer, pp. 569–70.
123. ↑  Richardson, p. 547.
124. ↑  Gougeon, p. 260.
125. ↑  Emerson, Ralph Waldo (1860). The Conduct of Life. Boston: Ticknor & Fields. p. 230.
126. ↑  Baker, p. 433.
127. 1 2  Brooks، Atkinson؛ Mary Oliver (2000). The Essential Writings of Ralph Waldo Emerson. Modern Library. ص. 827, 829. ISBN:978-0-679-78322-0.
128. ↑  McAleer, p. 570.
129. ↑  Gougeon, p. 276.
130. ↑  Richardson, p. 548.
131. ↑  Packer, p. 193.
132. ↑  Baker, p. 448.
133. ↑  "E" (PDF). Members of the American Academy of Arts & Sciences: 1780–2012. American Academy of Arts and Sciences. ص. 162. مؤرشف من الأصل (PDF) في 2018-10-21. اطلع عليه بتاريخ 2011-04-06.
134. ↑  Gougeon, p. 325.
135. ↑  Baker, p. 502.
136. 1 2  McAleer, p. 629.
137. ↑  Thayer، James Bradley (1884). A Western Journey with Mr. Emerson. Boston: Little, Brown, and Company. مؤرشف من الأصل في 2020-08-18. اطلع عليه بتاريخ 2014-08-01.
138. ↑  Richardson, p. 566.
139. ↑  Baker, p. 504.
140. ↑  Baker, p. 506.
141. ↑  Richardson, p. 567.
142. ↑  Richardson, p. 568.
143. ↑  McAleer, p. 618.
144. ↑  Richardson, p. 569.
145. ↑  Wayne, Tiffany K. (14 May 2014). Encyclopedia of Transcendentalism (بالإنجليزية). Infobase Publishing. ISBN:9781438109169. Archived from the original on 2020-09-25.
146. ↑  Ralph Waldo Emerson، المحرر (1880). "Parnassus: An Anthology of Poetry". www.bartleby.com. مؤرشف من الأصل في 2020-09-25. اطلع عليه بتاريخ 2018-01-26.
147. ↑  Richardson, p. 570.
148. ↑  Baker, p. 497.
149. ↑  Richardson, p. 572.
150. ↑  McAleer, p. 662.
151. ↑  Richardson, p. 538.
152. ↑  Buell, p. 165.
153. ↑  Packer, p. 23.
154. ↑  Hankins, Barry (2004). The Second Great Awakening and the Transcendentalists. Westport, Connecticut: Greenwood Press. p. 136. (ردمك 0-313-31848-4).
155. ↑  Emerson, Ralph Waldo (1932). Uncollected Lectures. Clarence Gohdes, ed. New York. p. 57.
156. ↑  McAleer, p. 531.
157. ↑  Packer, p. 232.
158. ↑  Richardson, p. 269.
159. ↑  Lowance، Mason (2000). Against Slavery: An Abolitionist Reader. Penguin Classics. ص. 301–02. ISBN:0-14-043758-4.
160. 1 2 3 4 5 6  Field, Peter S. (2001). "The Strange Career of Emerson and Race." American Nineteenth Century History 2.1.
161. 1 2  Turner, Jack (2008). "Emerson, Slavery, and Citizenship." Raritan 28.2:127–46.
162. 1 2  Emerson, Ralph Waldo (1982). The Journals and Miscellaneous Notebooks of Ralph Waldo Emerson. William H. Gilman, ed. Cambridge, Mass.: Belknap.
163. 1 2 3  Finseth, Ian (2005). "Evolution, Cosmopolitanism, and Emerson's Antislavery Politics." American Literature 77.4:729–60.
164. ↑  Emerson, Ralph Waldo (1959). The Early Lectures of Ralph Waldo Emerson. Harvard University Press. p. 233.
165. ↑  Field, p. 9.
166. ↑  Murray، Stuart A. P. (2009). The Library: An Illustrated History. New York: Skyhorse Pub. ISBN:9781602397064. مؤرشف من الأصل في 2020-07-27.
167. ↑  Shand-Tucci، Douglas (2003). The Crimson Letter. New York: St. Martin's Press. ص. 15–16. ISBN:0-312-19896-5.
168. ↑  Kaplan, p. 248.
169. ↑  Richardson, p. 326.
170. ↑  Richardson, p. 327.
171. ↑  Bosco and Myerson. Emerson in His Own Time. p. 54
172. ↑  Sullivan, p. 123.
173. ↑  Baker, p. 201.
174. ↑  Emerson, Ralph Waldo (2013). Delphi Complete Works of Ralph Waldo Emerson (Illustrated) (بالإنجليزية). Delphi Classics. p. 17. ISBN:978-1-909496-86-6. Archived from the original on 2020-09-29.
175. ↑  New York Times, October 12, 2008.
176. ↑  Bloom, Harold. The Western Canon. London: Papermac. pp. 147–48.
177. ↑  Schmidt, Michael (1999). The Lives of the Poets. London: Weidenfeld & Nicolson. (ردمك 9780753807453).
178. ↑  "Emerson Unitarian Universalist Association Professorship Established at Harvard Divinity School" (Press release). Harvard Divinity School. مايو 2006. مؤرشف من الأصل في 2007-02-08. اطلع عليه بتاريخ 2007-02-22.
179. ↑  "EMERSON HALL OPENED" - جريدة هارفارد كريمسون, January 3, 1906 نسخة محفوظة 2020-09-29 على موقع واي باك مشين.
180. ↑  "Full Biography 2012–2013 | Emerson String Quartet". Emersonquartet.com. مؤرشف من الأصل في 2020-07-26. اطلع عليه بتاريخ 2012-10-26.
181. ↑  "Varsity Academics: Home of the Concord Review, the National Writing Board, and the National History Club". Tcr.org. 22 أبريل 2011. مؤرشف من الأصل في 2012-06-30. اطلع عليه بتاريخ 2012-10-26.
182. ↑  "The Quest of Laurene Powell Jobs". واشنطن بوست. مؤرشف من الأصل في 2020-07-29. اطلع عليه بتاريخ 2018-08-31.
183. ↑  إمرسون (1847). Poems (بالإنلكيزية) (الأولى ed.). الولايات المتحدة. Archived from the original on 2020-09-19.{{استشهاد بكتاب}}:  صيانة الاستشهاد: لغة غير مدعومة (link)
184. ↑  إمرسون (1856). English Traits (بالإنلكيزية) (الأولى ed.). الولايات المتحدة. Archived from the original on 2020-09-19.{{استشهاد بكتاب}}:  صيانة الاستشهاد: لغة غير مدعومة (link) صيانة الاستشهاد: مكان بدون ناشر (link)
185. 1 2  معجم الفلاسفة الأمريكان 2015،صفحة 62
186. ↑  Ralph Waldo Emerson (1867). May-Day and Other Pieces (بالإنجليزية). United States: Boston, Ticknor and Fields. Archived from the original on 2020-09-30.
187. ↑  Ralph Waldo Emerson (1870). Society and Solitude (بالإنجليزية). United States: Boston, Fields, Osgood & Co. Archived from the original on 2020-09-30.
188. ↑  إمرسون (1871). Natural History of the Intellect: the last lectures of Ralph Waldo Emerson (PDF) (بالإنلكيزية) (الأولى ed.). الولايات المتحدة. Archived from the original (PDF) on 2020-09-30.{{استشهاد بكتاب}}:  صيانة الاستشهاد: لغة غير مدعومة (link) صيانة الاستشهاد: مكان بدون ناشر (link)
189. ↑  Ralph Waldo Emerson (1875). Letters and Social Aims (بالإنجليزية). United States: Houghton, Mifflin andcompany. Archived from the original on 2020-09-30.
190. ↑  Thomas Carlyle (1883). The Correspondence of Thomas Carlyle and Ralph Waldo Emerson, 1834–72 (بالإنلكيزية). الولايات المتحدة. Archived from the original on 2020-09-30.{{استشهاد بكتاب}}:  صيانة الاستشهاد: لغة غير مدعومة (link) صيانة الاستشهاد: مكان بدون ناشر (link)

#### المعلومات الكاملة للمراجع
- Allen, Gay Wilson (1981). Waldo Emerson. New York: Viking Press. ISBN:0-670-74866-8. مؤرشف من الأصل في 2022-11-02.
- Baker, Carlos (1996). Emerson Among the Eccentrics: A Group Portrait. New York: Viking Press. ISBN:0-670-86675-X. مؤرشف من الأصل في 2022-10-14.
- Bosco, Ronald A.؛ Myerson, Joel (2006). Emerson Bicentennial Essays. Boston: Massachusetts Historical Society. ISBN:093490989X.
- Bosco, Ronald A.؛ Myerson, Joel (2006). The Emerson Brothers: A Fraternal Biography in Letters. Oxford: Oxford University Press. ISBN:9780195140361.
- Bosco, Ronald A.؛ Myerson, Joel (2003). Emerson in His Own Time. Iowa City: University of Iowa Press. ISBN:0-87745-842-1.
- Bosco, Ronald A.؛ Myerson, Joel (2010). Ralph Waldo Emerson: A Documentary Volume. Detroit: Cengage Learning. ISBN:9780787681692. مؤرشف من الأصل في 2022-04-15.
- Buell, Lawrence (2003). Emerson. Cambridge, Massachusetts: Belknap Press of Harvard University Press. ISBN:0-674-01139-2. مؤرشف من الأصل في 2022-11-03.
- Emerson, Ralph Waldo (1983). Essays and Lectures. New York: Library of America. ISBN:0-940450-15-1. مؤرشف من الأصل في 2022-06-24.
- Emerson, Ralph Waldo (1994). Collected Poems and Translations. New York: Library of America. ISBN:0-940450-28-3. مؤرشف من الأصل في 2022-11-02.
- Emerson, Ralph Waldo (2010). Selected Journals: 1820–1842. New York: Library of America. ISBN:978-1-59853-067-4.
- Emerson, Ralph Waldo (2010). Selected Journals: 1841–1877. New York: Library of America. ISBN:978-1-59853-068-1.
- Gougeon, Len (2010). Virtue's Hero: Emerson, Antislavery, and Reform. Athens: University of Georgia Press. ISBN:978-0-8203-3469-1.
- Gura, Philip F. (2007). American Transcendentalism: A History. New York: Hill and Wang. ISBN:978-0-8090-3477-2. مؤرشف من الأصل في 2022-10-14.
- Kaplan, Justin (1979). Walt Whitman: A Life. New York: Simon and Schuster. ISBN:0-671-22542-1. مؤرشف من الأصل في 2022-11-03.
- Koch, Daniel R. (2012). Ralph Waldo Emerson in Europe: Class, Race and Revolution in the Making of an American Thinker. London: I. B. Tauris.
- McAleer, John (1984). Ralph Waldo Emerson: Days of Encounter. Boston: Little, Brown. ISBN:0-316-55341-7. مؤرشف من الأصل في 2022-11-02.
- Mudge, Jean McClure (ed.) (2015). Mr. Emerson's Revolution. Cambridge, MA: Open Book.
- Myerson, Joel (2000). A Historical Guide to Ralph Waldo Emerson. New York: Oxford University Press. ISBN:0-19-512094-9.
- Myerson, Joel؛ Petrolionus, Sandra Herbert؛ Walls, Laura Dassaw، المحررون (2010). The Oxford Handbook of Transcendentalism. New York: Oxford University Press. ISBN:978-0-19-533103-5.
- Packer, Barbara L. (2007). The Transcendentalists. Athens: University of Georgia Press. ISBN:978-0-8203-2958-1.
- Paolucci, Stefano (2008). "Emerson Writes to Clough. A Lost Letter Found in Italy". "emerson Society Papers" 19.1 (2008): 1, 4-5. Emerson Society Papers: 19.1 (2008), 1, 4–5. مؤرشف من الأصل في 2020-09-30.
- Porte, Joel؛ Morris, Saundra، المحررون (1999). The Cambridge Companion to Ralph Waldo Emerson. Cambridge: Cambridge University Press. ISBN:0-521-49946-1. مؤرشف من الأصل في 2022-11-02.
- Richardson, Robert D. Jr. (1995). Emerson: The Mind on Fire. Berkeley: University of California Press. ISBN:0-520-08808-5. مؤرشف من الأصل في 2022-11-02.
- Rosenwald, Lawrence (1988). Emerson and the Art of the Diary. New York: Oxford University Press. ISBN:0-19-505333-8.
- Rusk, Ralph Leslie (1957). The Life of Ralph Waldo Emerson. New York: Columbia University Press. مؤرشف من الأصل في 2022-04-15.
- Stephen، Leslie (1902). "Emerson" . Studies of a Biographer. London: Duckworth. ص. 130–67.
- Sullivan, Wilson (1972). New England Men of Letters. New York: Macmillan. ISBN:0-02-788680-8. مؤرشف من الأصل في 2022-11-02.
- von Frank, Albert J. (1994). An Emerson Chronology. New York: G. K. Hall. ISBN:0-8161-7266-8. مؤرشف من الأصل في 2022-06-25.
- Von Mehren, Joan (1994). Minerva and the Muse: A Life of Margaret Fuller. Amherst: University of Massachusetts Press. ISBN:1-55849-015-9. مؤرشف من الأصل في 2022-11-02.

### قراءة معمقة
- Roderick Long (2008). Ronald Hamowy (ed.). The Encyclopedia of Libertarianism (بالإنجليزية). Thousand Oaks, CA: Sage; Cato Institute. p. 142-143. DOI:10.4135/9781412965811.n89. ISBN:978-1412965804. LCCN:2008009151. OCLC:750831024. Archived from the original on 2020-09-30.
- Kenneth S. Sacks (2003). Understanding Emerson: "The American Scholar" and His Struggle for Self-Reliance (بالإنجليزية). Princeton: Princeton University Press. ISBN:978-0691099828. Archived from the original on 2021-03-07.